# Cabillus lacertops
Cabillus lacertops je paprskoploutvá ryba z čeledi hlaváčovití (Gobiidae).
Druh byl popsán roku 1959 jihoafrický ichtyologem J. L. B. Smithem.

## Popis a výskyt
Maximální délka této ryby je 4 cm.
Tělo ryby je světlé  s nepravidelnými načernalými skvrnami. Je charakterizována poloprůsvitným bělavým krátkým tmavým pásem pod okem. Hlava je protáhla, hřbetní ploutve pokryté černými skvrnami. Břišní a řitní ploutve jsou načernalé, ocasní ploutev je zaoblená.
Obývá písečná dna mezi korálovými útesy. Byla nalezena ve vodách Indo-Pacifiku (Jižní Afrika, ostrovy Rjúkjú, východní pobřeží severní Austrálie a Tonga).